# 稲毛海浜公園球技場
稲毛海浜公園球技場（いなげかいひんこうえんきゅうぎじょう）は、千葉県千葉市美浜区の稲毛海浜公園内にある球技場である。

## 経緯
2002 FIFAワールドカップにおけるキャンプ地として前年から整備が開始、2001年（平成13年）に親善試合で来日したイタリア代表がキャンプ地としてテスト使用。その後アイルランド代表が日本ラウンドでのキャンプ地として使用決定。その後もトヨタカップや親善試合で来日した、クラブチーム、ナショナルチームのキャンプ地、練習場として使用されることが多い。
ただし現在最も使用頻度が高いクラブは千葉市をホームタウンとするジェフユナイテッド市原・千葉で2003年（平成15年）、2004年（平成16年）と練習試合、集中キャンプなどでの使用頻度がかなり高くなってきている。千葉市がジェフのホームタウンとなって初めて千葉市で開催された公式戦の会場ともなり、2003年（平成15年）Jサテライトリーグ対ジュビロ磐田戦が1,449人の観衆を集めて行われた。

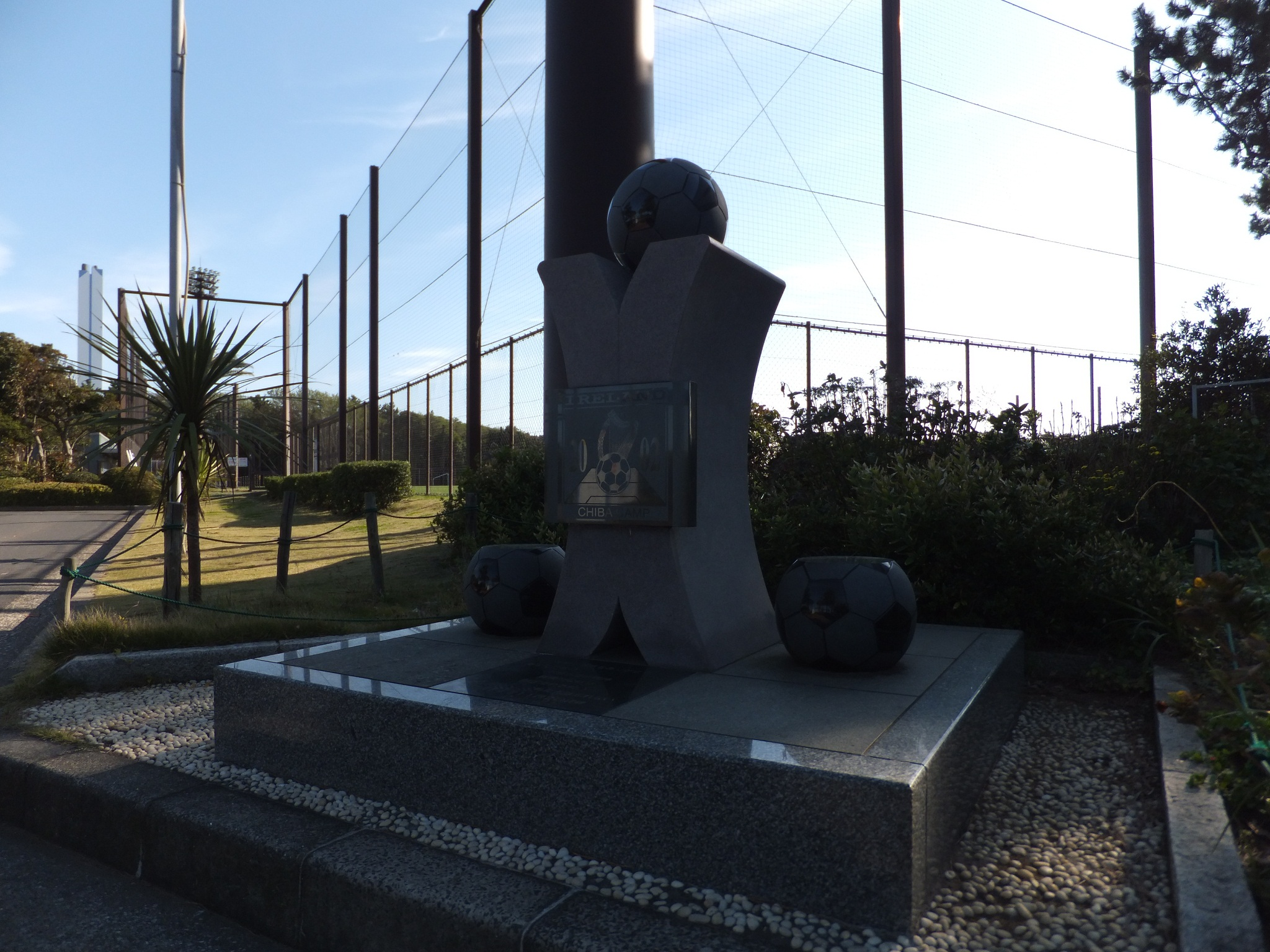
アイルランド代表の来日を記念して建立された石碑

## 施設
- 天然芝ピッチ1面
- スタンド収容人数100人程度
- 照明設備4基
- クラブハウスは隣接する屋内運動場のものを使用

## アクセス
- 鉄道
  - JR東日本京葉線 稲毛海岸駅、徒歩約25分。
- バス
  - JR東日本 稲毛駅南口より千葉海浜交通バス（海浜プール行、高浜車庫行）、終点下車（稲毛海浜公園プール下車徒歩約5分程度、高浜車庫下車徒歩約15分程度）。
    - 京成電鉄 京成稲毛駅より京成稲毛駅入口停留所まで徒歩移動後、JR稲毛駅始発（上記）のバスを利用。

  - JR東日本（京葉線）稲毛海岸駅より千葉海浜交通バス（稲毛海浜公園プール入り口行）、終点下車。徒歩10分程度。
- 自動車
  - 最寄りのインターチェンジ
    - 東関東自動車道 湾岸千葉インターチェンジ・湾岸習志野インターチェンジ
    - 京葉道路 穴川インターチェンジ